# 大将軍 (京都市)

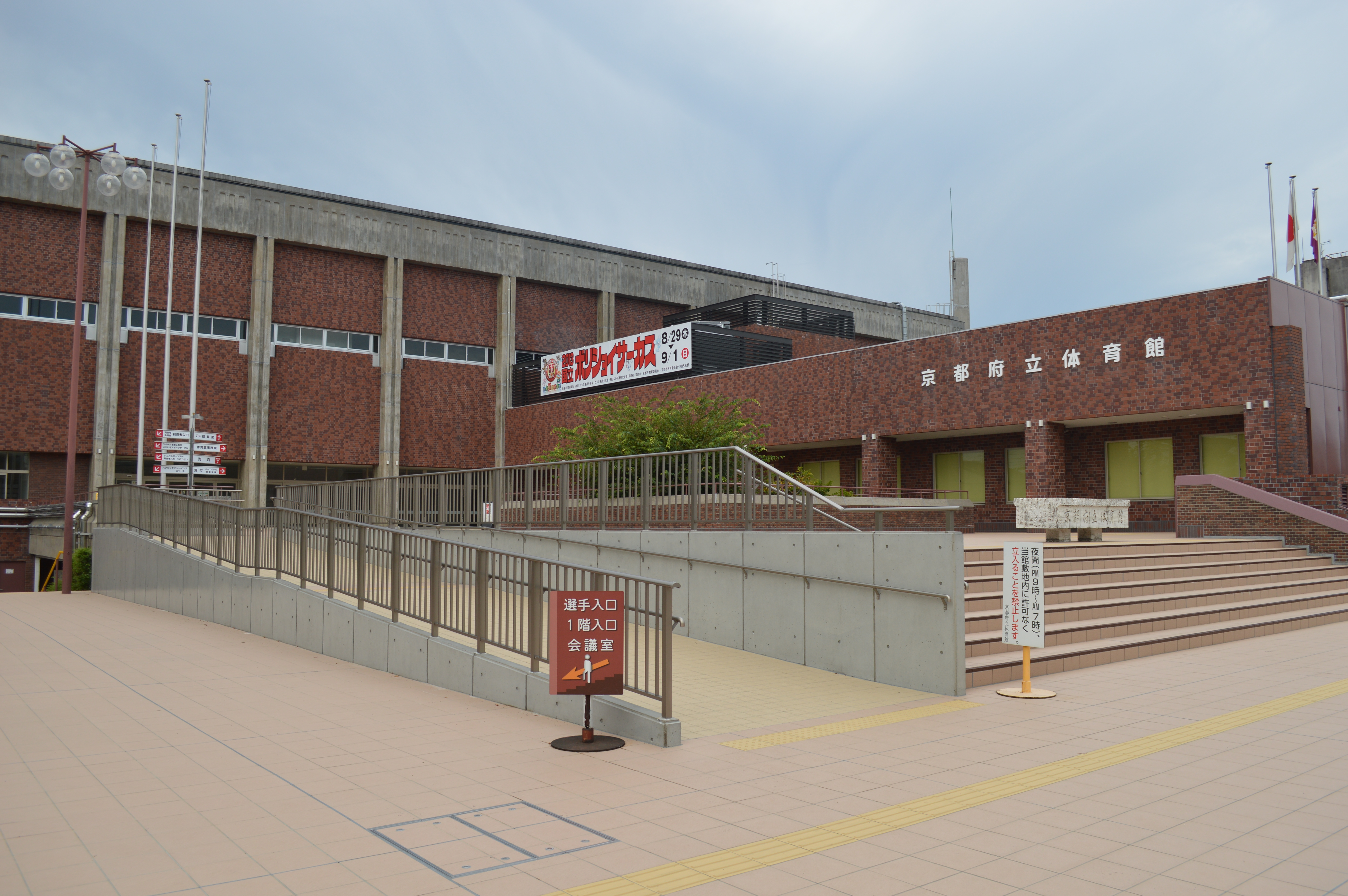
京都府立体育館（大将軍西鷹司町）

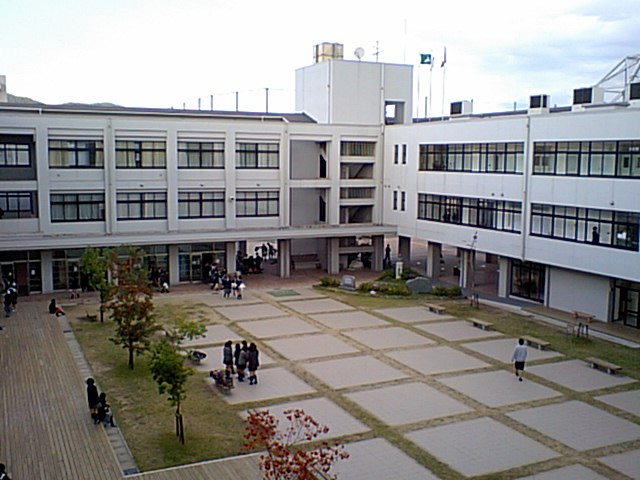
京都府立山城高等学校（大将軍坂田町）

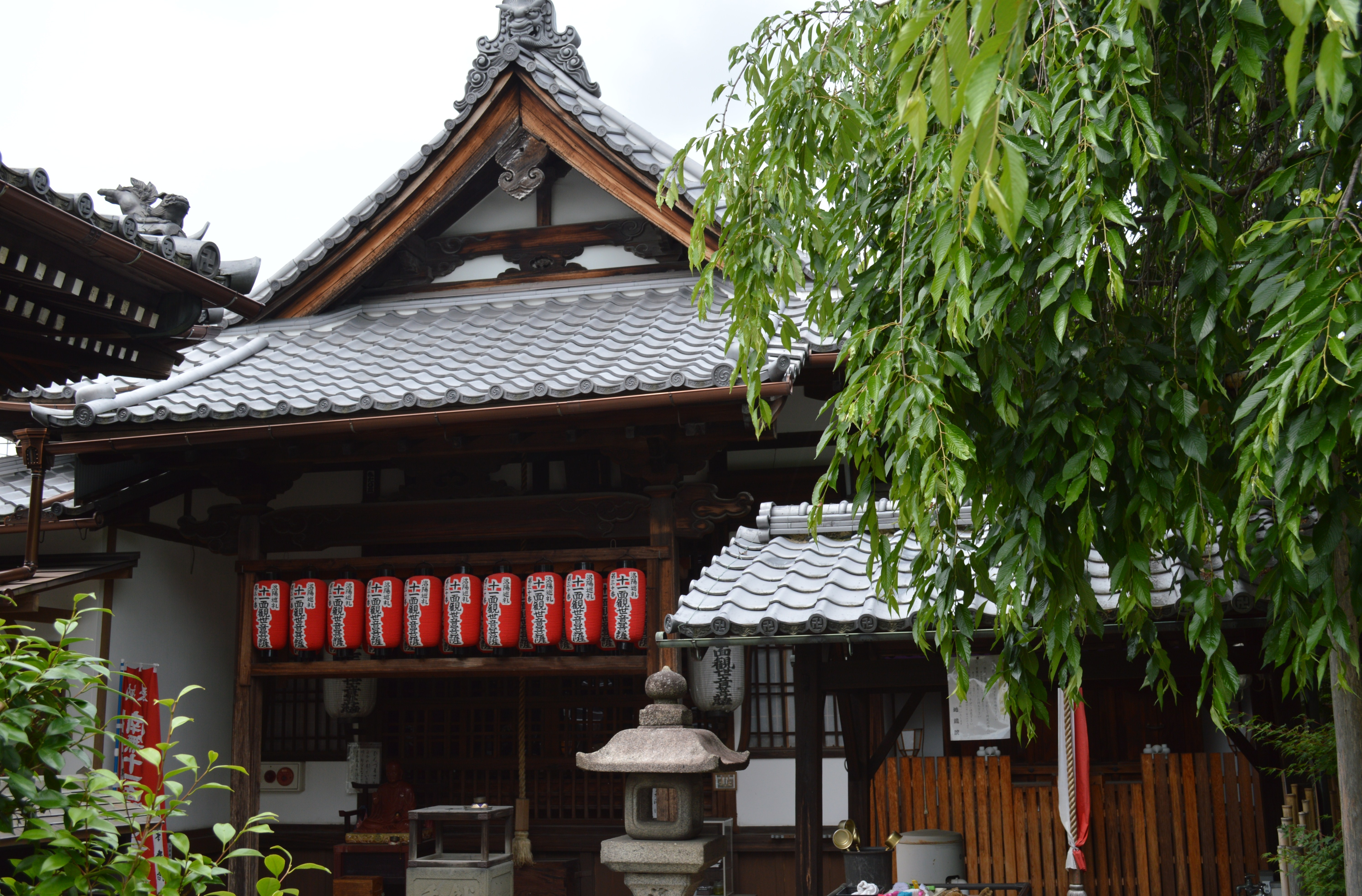
地蔵院（大将軍川端町） / 「椿寺」の通称で知られる。

大将軍（たいしょうぐん）は、京都府京都市北区南部の地名（広域地名・学区名）であり、ここでは「大将軍」を町名に冠する7町を包括する総称として用いる。

## 概要
北区では最南端の地区である。西北角を除いてほぼ方形の境域で、北は一条通をはさんで北区北野・等持院、東は天神川をはさんで上京区、南は中京区西ノ京、西はおおむね西小路通をはさんで右京区花園に隣接する。
地区の境域は、京都市内の地域自治の単位である学区（元学区）の「大将軍学区」に一致する。また、全域が京都市立大将軍小学校の通学区域と、京都市立北野中学校の通学区域に含まれる。
かつて多くの映画作品を制作した日活大将軍撮影所があったことで知られ。戦前から多くの文化・教育施設が立地していた。現在は文教地区の雰囲気を残す住宅街主体の地区となっている。

## 歴史

### 地名の由来
地名はこの地区の近隣（東北側）に立地する大将軍八神社（上京区西町）に由来するが、神社名の読みが「だいしょうぐん」なのに対して地名は「たいしょうぐん」であり若干異なる。

### 平安京から衣笠村まで
大将軍地区は花園遺跡や北野遺跡、また広隆寺の創建当時の所在地と推定される北野廃寺跡などの古代遺跡に近く、飛鳥時代以降の集落の存在が知られている。平安時代には平安京の右京の北辺に位置し、宇多上皇の御所「宇多院」がこの地に置かれたとされているが詳らかではない。また大将軍坂田町・同東鷹司町からは当時の遺跡が発掘されており、寝殿造の原型と考えられる建物の遺構が確認された。しかし平安時代後期の右京の荒廃にともなってこの地も次第に農村化していく。豊臣秀吉が御土居を構築した際には、この地は御土居の外側として市街地からは除外され、近世（江戸時代）には山城国葛野郡大将軍村として幕府直轄領となった。明治期に入って1889年に町村制が施行されると、大将軍村は（葛野郡）衣笠村として統合され、大字「大将軍」となった。

### 映画制作のメッカへ
1890年代末から1900年代にかけて、この地区には隣接する花園村をまたいで「京都産業講習所」（のちの京都高等蚕業学校、現在の京都工芸繊維大学）、さらに京都府立第五中学校（現在の京都府立山城高等学校）が開校した。その後、1918年に京都市に合併されて上京区に編入されると、大字「大将軍」は5町（大将軍西町・同川端町・同坂田町・同鷹司町・同一条町）に分割されたが、いまだ近郊農村の面影を残していた。また同し1918年には法華堂（上京区）から日活関西撮影所がこの地区に移転して「大将軍撮影所」と称され、10年後1928年の太秦への移転にともない閉鎖されるまで、この撮影所は多くの映画作品を制作した。

### 開発と宅地化の進行
昭和戦前期になると人口増を背景に第二衣笠尋常小学校が開校（1931年）し、さらに地区の西側に西大路通が開通（1939年）して市電西大路線が敷設されると、大将軍地区の市街地化・宅地化はいっそう進行した。戦後の1955年の北区新設で同区に編入され、1960年には町名の改正により現在の7町が設置された。宅地化が進む反面、戦前から立地していた京都工芸繊維大学の繊維学部キャンパスが1968年、京都府立医科大学の教養（医学進学課程）キャンパスが2014年に移転のため廃止されるなど、文教地区としての性格はやや薄まり、住宅地中心の町となっている。

### 年表
- 1889年 - 町村制施行により京都府葛野郡衣笠村に属し、大字大将軍となる。
- 1907年 - 京都府立第五中学校（のち府立京都第三中学）が開校（現・京都府立山城高等学校）。
- 1899年 - 農商務省京都産業講習所（のちの京都高等蚕業学校）の開設。
- 1918年
  - 衣笠村の京都市への合併に伴い、全域が上京区に編入。大字大将軍は大将軍西町・同川端町・同坂田町・同鷹司町・同一条町に分割。
  - 日活大将軍撮影所が開所。
- 1928年 - 大将軍撮影所が移転により閉鎖
- 1931年 - 京都市立第二衣笠尋常小学校が開校。
- 1939年 - 西大路通の開通。
- 1941年 - 第二衣笠校を大将軍国民学校と改称（現・京都市立大将軍小学校）。
- 1943年 - 京都市電西大路線が開通。大将軍停留所の開設。
- 1955年 - 北区の新設により全域が同区に編入。
- 1960年 - 町名変更により大将軍鷹司町が廃止され同西鷹司町・同東鷹司町・同南一条町が設置（現行の7町となる）。
- 1964年 - 花園青果地方卸売市場が開設。
- 1968年 - 京都工芸繊維大学花園校舎（繊維学部キャンパス）が移転により廃止。
- 1971年 - 京都府立体育館の開館。
- 1978年 - 京都市電西大路線の廃止。
- 2014年 - 京都府立医科大学花園校舎が移転により廃止。
- 2017年 - 花園青果地方卸売市場の廃止。

## 地区内の町名・地誌
- 大将軍西町 - 地区の中北部に位置し、川端町とは西大路通、東鷹司町とは仁和寺街道を挟んで隣接している。
- 大将軍川端町 - 地区の東北角、西大路通と仁和寺街道によって区切られた町域。
- 大将軍坂田町 - 地区の西端部で、西北端はやや町域が西方に不規則に延びている。町域の南部は府立山城高校の校地となっている。
- 大将軍東鷹司町 - 地区の東南角で町域は西大路通をまたがっている。
- 大将軍西鷹司町 - 地区の中南部に位置し東鷹司町に隣接している。府立体育館や府立医科大学花園校舎に加え、かつては花園青果市場も立地しており、この3施設の敷地が町域のほとんどを占めていた。
- 大将軍一条町 - 地区の北中部に位置し、西町・南一条町・坂田町に隣接している。かつて日活大将軍撮影所が立地していたが、跡地は住宅地になっている。
- 大将軍南一条町 - 地区のほぼ中心部に位置し大将軍小学校の校地が町域のかなりの部分を占める。かつては一条町の一部であった。

## 交通

### 道路
南北通りでは地区内の東部を西大路通、西部を馬代通、東西通りでは地区の北端を一条通、南部を仁和寺街道が通っており、いずれも市バスなど路線バスのルートとなっている。また、西大路通と仁和寺街道との交差点は「大将軍交差点」と呼ばれ、付近に路線バスの「大将軍」停留所も置かれている。

### 鉄道
かつては西大路通を京都市電西大路線が通っており、現在の大将軍交差点付近に大将軍停留所が存在していた。また京福電鉄北野線北野白梅町駅やJR嵯峨野線円町駅に近いが、現在は地区内を通る鉄道は存在しない。

## 諸機関・施設
以下、所在地の町名のうち「大将軍」は省略。

### 公共機関
- 大将軍郵便局（西町）

### 金融機関
- 京都中央信用金庫大将軍支店（西町）

### 教育機関・文教施設
- 京都府立医科大学花園校舎（西鷹司町） - 戦前の京都府立医科大学予科校舎を継承したもので、新制移行以後は医学進学課程キャンパスとなっていた。2014年にキャンパスとしては廃止されたが、施設は残っており課外活動などが行われている。
- 京都府立山城高等学校（坂田町）
- 京都市立大将軍小学校（南一条町）
- みょうりんえん (川端町)
- たかつかさ保育園（坂田町）
- 京都府立体育館（西鷹司町）

### 病院
- 愛智会京都北野病院（東鷹司町）

### 寺社・宗教施設
- 地蔵院（椿寺）（川端町）
- 東光庵（坂田町）
- 洛西教会（川端町）

### 商店街
- 大将軍商店街（川端町） - 西大路通以東の一条通沿い。「大将軍」の地名を冠しているものの商店街の大半は上京区側に属する。

### 公園
- 一条町公園（南一条町）

### かつて存在した施設
- 日活大将軍撮影所（一条町） - 1928年廃止。2021年現在、地区内にモニュメントは設置されていない。
- 京都工芸繊維大学衣笠校舎（坂田町） - 旧制の京都蚕業講習所から継承された新制・京都工芸繊維大学繊維学部の校地で、右京区花園鷹司町にかけて所在した。1968年に松ヶ崎キャンパスへの統合移転により廃止。現在、跡地は花園団地となっており、その東北隅（1号棟の東北方面）に、1978年3月、京都工芸繊維大学衣笠同窓会によって「京都工芸繊維大学繊維学部発祥之地」の石碑が建立された[6]。なお、坂田町の跡地の一部には工繊大の「洛西寮」が開設されていたが、これも2011年に廃止となった。
- 花園青果地方卸売市場（花園野市）（西鷹司町） -1964年に開設された、京都市では西院・梅津と並ぶ青果地方卸売市場であったが、 2017年に廃止された。